# Andrzej Osiecki
Andrzej Osiecki (ur. 15 maja 1974 w Świdniku) – lubelski artysta, projektant mody.

## Życiorys
Absolwent animacji i kultury UMCS w Lublinie. Właściciel firmy i marki Indoor. Zaprojektował stroje dla takich artystów jak: Jarosław Koziara, członków zespołu Voo Voo, Nergal, Urszula Dudziak, Michał Wiśniewski, Mandaryna, Piotr Bukartyk, Agnieszka Szydłowska, Cpt Sparky, Dariusz Miliński, Dariusz Gontarski, Ireneusz Kielczyk, Blacha (Sławomir Blaszewski, menadżer Apteki), Mirosław Olszówka, Rafał Koza Koziński. W 2007 pracował w Charlotte James w Edynbugru.
Autor scenografii do koncertów organizowanych przez Wielką Orkiestrę Świątecznej Pomocy. Współpracuje z Jarosławem Koziarą. Uszył scenografie min. na takie wydarzenia jak: Męskie Granie, Kozienalia, dla Teatru Wielkiego w Warszawie, Teatru im. Juliusza Osterwy w Lublinie. Uszył też wiele scenografii do spotów reklamowych. W Szkocji nabył umiejętności w zakresie projektowania i wykonawstwa pokryć mebli mieszkaniowych i samochodowych. Po powrocie do Polski otworzył działalność krawiecko - tapicerską "INDOOR".